# Navnsø
Navnsø er en lobeliesø i Gundersted Sogn, i Vesthimmerlands Kommune, ca. 9 nord for Aars i det nordvestlige Himmerland. Navnsø er op til 9,6 meter dyb, og har et areal på 22 hektar. Den har tidligere haft afløb til Vidkær Å, men det har siden 1994 spærret, da uddybninger i åen sænkede vandspejlet i søen.
Ved søen findes en alsidig flora med flere sjældne planter: Tvepibet lobelie, strandbo og sortgrøn brasenføde og pilledrager, der er den eneste vandbregne i Danmark. Andre sjældne arter, som kortsporet og storlæbet blærerod, søpryd og krybende ranunkel, vokser ved bredden. Der vokser også liden siv, blågrøn kogleaks og mangestænglet sumpstrå. Søen har også en afvekslende fauna af fugle, fisk, insekter og padder.
Søen og dens omgivelser udgør sammen med heden mod nordøst Natura 2000- område nr. 200 Navnsø med Hede. I 1976 blev godt 100 ha, søen, og 80 hektar omkring fredet og overtaget af staten.
Ved søen holdtes frem til 1876 Navnsømarkedet, der senere er flyttet til Ulstrup Kro syd for søen, ved landevejen Nibe-Hvalpsund.

## Eksterne kilder og henvisninger
1. ↑  Om fredningen på fredninger.dk

- Om Natura 2000 planen Arkiveret 17. februar 2012 hos  Wayback Machine
- Vandrerute
- Badested
- Danmarks Søer, Søerne i Nordjyllands og Viborg Amter, af Thorkild Høy m.fl. ISBN 87-7717-200-0

56°52′46.42″N 9°26′55.52″Ø / 56.8795611°N 9.4487556°Ø